# Raphael Meldola
Raphael Meldola (19 juillet 1849 - 16 novembre 1915) est un chimiste et entomologiste britannique. Il est professeur de chimie organique à l'Université de Londres, de 1912 à 1915.

## Biographie
Né à Islington, Londres, il descend de Raphael Meldola (1754-1828), un théologien qui est rabbin par intérim des Juifs espagnols et portugais à Londres, 1804. Meldola est le fils unique de Samuel Meldola; marié en 1886 à Ella Frederica, fille de Maurice Davis de Londres. Il fait ses études de chimie au Royal College of Chemistry de Londres. Il y a un portrait de Meldola (huile sur toile) par Solomon J. Solomon dans la collection de la Royal Society.

## Carrière
Meldola travaille dans le laboratoire privé de John Stenhouse (FRS 1848). Il est nommé chargé de cours au Royal College of Science (1872) et assiste Norman Lockyer en spectroscopie. Meldola est responsable de l'expédition britannique Eclipse aux îles Nicobar (1875) et est professeur de chimie au Collège technique de Finsbury (1885) . Il est également entomologiste et historien de la nature.
Meldola est membre de nombreuses sociétés scientifiques : Fellow de la Royal Astronomical Society ; Fellow de l'Institut de Chimie ; Fellow de la Chemical Society (Londres et Berlin); Membre de la Société Pharmaceutique ; L'Association des géologues ; L'Institut Royal d'Anthropologie ; Société d'entomologie de Londres. Il est élu membre de la Royal Society en 1886 (Charles Darwin est l'un de ses proposants), reçoit la médaille Davy en 1913 et est vice-président du Conseil de 1914 à 1915.
Meldola est président de la Société d'entomologie, 1895–1897 ; la Chemical Society, 1905-1907 ; Société des teinturiers et coloristes, 1907-1910 ; Société d'industrie chimique 1908-1909; Institut de chimie, 1912-1915. Il est le premier président des Maccabées, 1891-1915 . En son honneur, la Royal Society of Chemistry décerne chaque année la médaille Meldola.

## Mimétisme
Meldola est un naturaliste passionné, passant cinq ans à collecter avec impatience des preuves sur le mimétisme chez les papillons, inspiré par L'Origine des espèces de Charles Darwin. Son travail fournit des preuves de la sélection naturelle, reconnue par le zoologiste évolutionniste Edward Bagnall Poulton dans son livre The Colours of Animals et remerciée par Darwin pour ses informations sur l'hexadactylie (un cas rare d'une personne ayant six chiffres sur chaque membre).